# Palazzo Emo Diedo

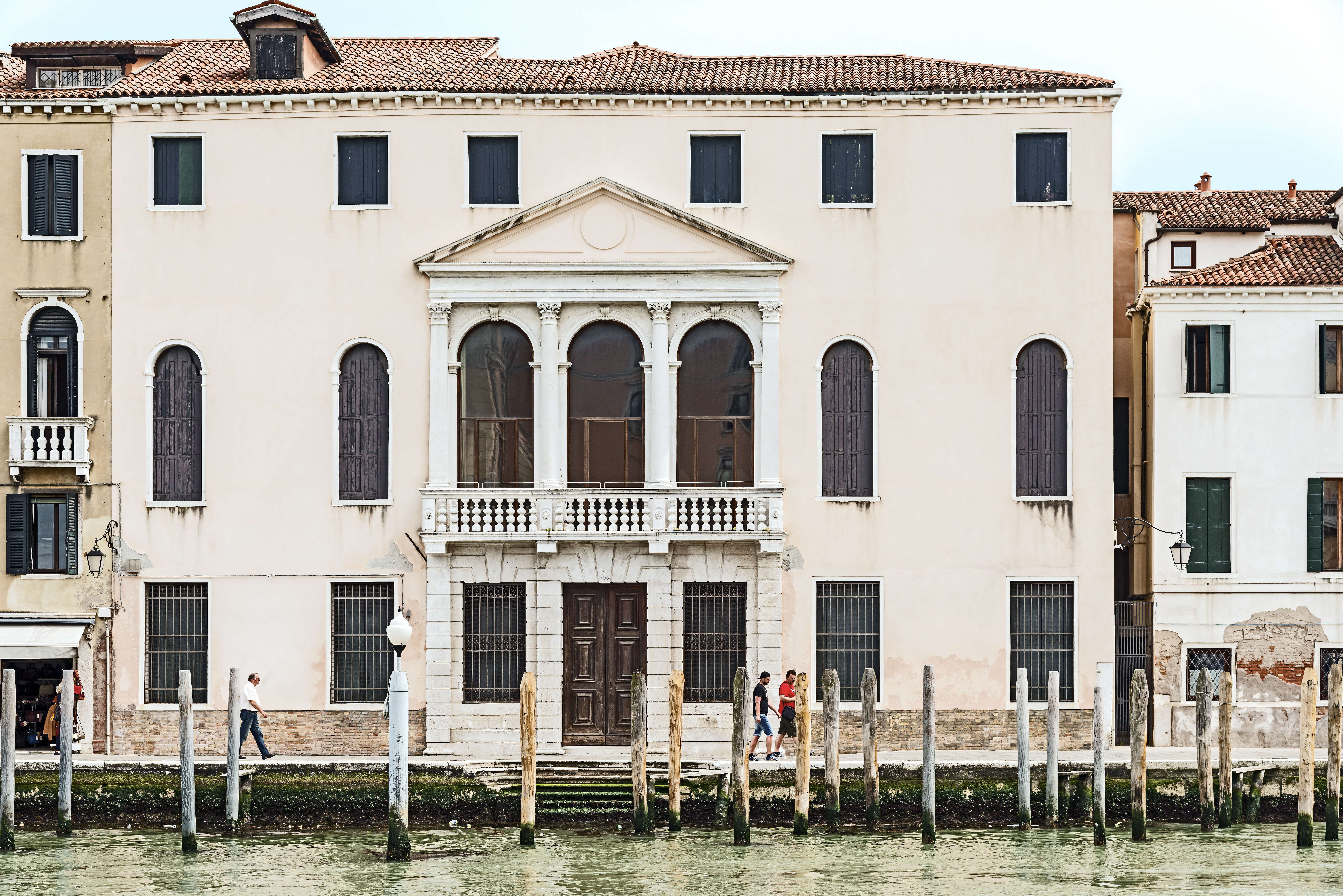
Palazzo Emo Diedo

Der Palazzo Emo Diedo ist ein Palast in Venedig in der italienischen Region Venetien. Er liegt im Sestiere Santa Croce an den Fondamenta di San Simeone Piccolo mit Blick auf den Canal Grande auf halbem Wege zwischen den Gärten des Palazzo Foresti Papadopoli und der Kirche San Simeone Piccolo, gegenüber dem Bahnhof Venezia Santa Lucia.

## Geschichte
Der Palast aus der zweiten Hälfte des 17. Jahrhunderts ist ein unvollendetes Projekt von Andrea Tirali. Er baute ihn für die Familie Emo in einer Architektur, die zur damals in Venedig vorherrschenden, barocken Architektur im Stil von Baldassare Longhena in Gegensatz stand. Später kam der Palast an die Familie Diedo und erhielt daher seinen zweiten Namensteil.
Heute wohnen dort die Barmherzigen Schwestern.

## Beschreibung
Die klassizistische Fassade hat ein Erdgeschoss, ein Hauptgeschoss und ein großes Zwischengeschoss unter dem Dach, also insgesamt drei Stockwerke und 20 Fenster. Im Erdgeschoss wird das Portal zum Wasser in der Mitte von zwei rechteckigen Fenstern flankiert, alle in Bossenwerk eingesetzt und mit einem Balkon nach oben abschließend. Darüber, im Hauptgeschoss liegt ein Dreifachrundbogenfenster, gekrönt von einem Tympanon. Der Rest der Fassade, in der in jedem der beiden Vollgeschosse die mittleren Fenster von je zwei Paaren einfacher Fenster flankiert werden, ist eher schmucklos. Im Zwischengeschoss unter dem Dach sind sechs einfache, quadratische Fenster symmetrisch unter der gezahnten Dachtraufe angeordnet. An der Rückseite des Gebäudes befindet sich ein Garten.